# Verbena flava
Verbena flava — вид рослин родини Вербенові (Verbenaceae), ендемік Аргентини.

## Опис
Напівкущик 30–50 см заввишки; розпростертий; гілки голі, міжвузля 1–2 см завдовжки. Листки сидячі; листові пластини 1.5–4(5) x (1)2.5–6(7) см, від лінійних до яйцювато-еліптичних, цілісні, іноді нерівномірно розщеплені, верхівки гострі, поверхні голі, поля цілісні. Квіткові приквітки 2–2.5 x 1 мм, яйцеподібні, голі, з війчастим краєм, добре виражена середня жилка. Чашечка довжиною 9–12 мм, жорстко волосиста, з декількома залозистими волосками, зубці приблизно рівної довжини. Віночок довжиною 13–16 мм, блідо-жовтий або вершковий, на зовнішній поверхні голий, запушений на пащі.

## Поширення
Ендемічний вид Аргентини, широко розповсюджений від півночі до півдня країни. Росте між 120 і 2000 м. н.р.м., на піщаних і кам'янистих ґрунтах.